# Неведомая Южная земля

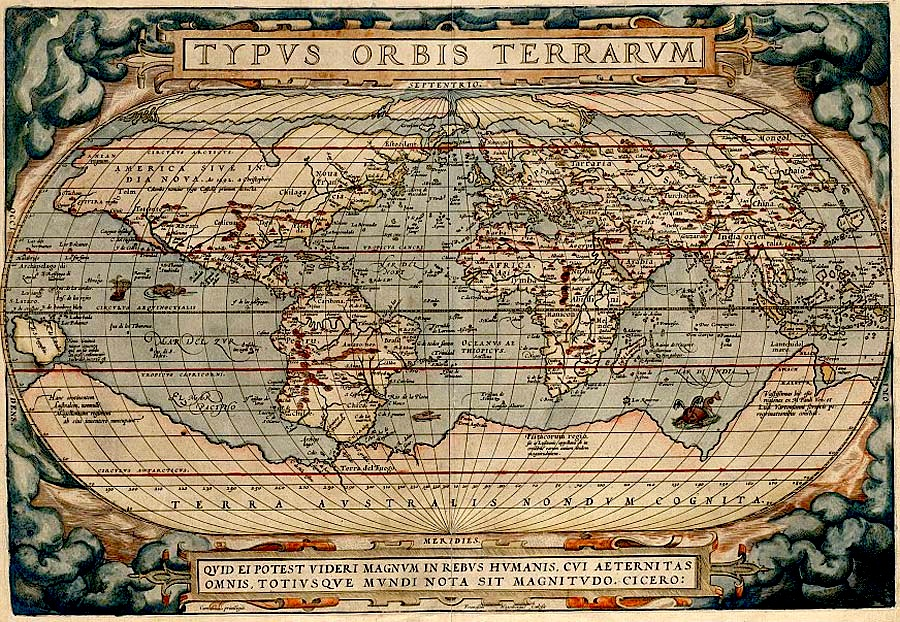
Карта Typus Orbis Terrarum Абрахама Ортелия (1589)

Неведомая Южная земля (лат. Terra Australis Incognita; также: Неизвестная Южная земля, Таинственная Южная земля, иногда — просто Южная земля) — гипотетический материк вокруг Южного полюса, изображавшийся на картах в XV—XVIII веках. Очертания материка изображались произвольными, нередко на нем изображали вымышленные горы, леса и реки. Гипотеза о Южной земле основывалась на ошибочном представлении, что большое количество суши в Северном полушарии должно «уравновешиваться» не меньшим в Южном — «иначе Земля бы перевернулась». Хотя Антарктида и существует в реальности, никаких сведений о ней в то время не было, и по размерам она несравнимо меньше, чем материк, предсказывавшийся гипотезой.

## Другие имена
Другие названия для гипотетического континента включали: Terra Australis Ignota, Terra Australis Incognita («неизвестная земля юга») или Terra Australis Nondum Cognita («южная земля, ещё не известная»). Другими именами были Brasiliae Australis («юг Бразилии») и Magellanica («земля Магеллана»).

## История
Хотя предполагаемая земля по южному краю карты присутствует на некоторых древних картах, таких как карта Птолемея, первое документальное свидетельство о гипотезе про «уравновешивание» относится к схеме Макробия в V в. н. э.
Практический интерес к поиску Южной земли возник в эпоху Великих географических открытий, пик же его пришёлся на XVIII век в связи с продолжающейся колониальной экспансией ведущих европейских держав.
Северными мысами или частями территории Южной земли в разное время изображались Огненная Земля (таким образом, Магелланов пролив считался границей между Южной Америкой и Terra Australis), остров Эстадос, остров Эспириту-Санто, Южная Георгия, остров Буве, Австралия и Новая Зеландия.
Очертания берегов Южного континента на картах Меркатора и Ортеллия в основном совпадают. Если посчитать по градусной сетке площадь этого воображаемого материка, она окажется равной примерно 80 миллионам квадратных километров — в полтора раза больше Евразии. В реальности в пределах очертаний Южного континента расположено только 20 миллионов квадратных километров суши (Австралия и Антарктида). Существуй Южный континент в реальности — Южное полушарие было бы более «континентальным», чем Северное, а общая доля суши на планете составляла бы около 40 %, а не 29 % как в реальности.
В 1770 году географ британского Адмиралтейства Александер Далримпл написал труд, где привёл доказательства, что население Южного континента превышает 50 миллионов человек. Это была одна из последних теорий о Южной земле.
В 1772—1774 годах Джеймс Кук во время своей второй экспедиции обошёл и нанёс на карту подавляющую часть южного океана в районе 55—60-й параллелей, трижды пересек Южный полярный круг, почти вплотную подойдя к Антарктиде, однако не сумел пробиться через преградившие ему путь ледяные поля. По возвращении он заявил, что если Южный континент и существует, то лишь вблизи полюса, поэтому не представляет никакой ценности.
После этого Южный континент на картах изображать перестали. После открытия Антарктического полуострова его изображали в виде острова (Земля Палмера, Земля Грейама). Даже через 50 лет после открытия Антарктиды Жюль Верн написал роман «Двадцать тысяч льё под водой», где герои достигают Южного полюса на подводной лодке.
Антарктида (южная земля) была открыта 16 (28) января 1820 года русской экспедицией под руководством Фаддея Беллинсгаузена и Михаила Лазарева, которые на шлюпах «Восток» и «Мирный» подошли к ней в точке 69°21′ ю. ш. 2°14′ з. д. (район современного шельфового ледника Беллинсгаузена).

## В художественной литературе
Неизведанный южный континент был частым фантастическим сюжетом в XVII и XVIII веках в жанре воображаемых путешествий. Среди работ, посвящённых воображаемым визитам на континент, были:
- Mundus alter et idem, Sive Terra Australis antehac semper incognita lustrata (1605), сатирическая латинская работа Джозефа Холла, епископа Норвича.
- Остров Пайнс, или Позднее открытие Генри Корнелиуса ван Слоэттена четвертого острова вблизи Terra Australis incognita (1668) Генри Невилля.
- La terre australe connue (1676) Габриэля де Фуаньи.
- История Севарамбов (1675—1679 гг.) Верас Дени.
- Путешествие и авантюры Жака Массе (ок. 1715) Тиссо де Пато[англ.].
- La découverte australe par un homme-volant (1781) Никола Ретиф де ла Бретонн.
- Идея Terra Australis была также использована Терри Пратчеттом в его серии романов «Плоский мир» (1983—2014), где мир уравновешивается странным и малоизвестным Противовесным континентом.